# مفلوک‌سگ
مفلوک‌سگ (نام علمی:  Tapinocaninus) نام یک سرده منقرض شده از شاخه طنابداران است. تنها گونه شناخته شده از این سرده Tapinocaninus pamelae می‌باشد. وزن مفلوک سگ تا ۱۰۰۰ کیلوگرم و درازای آن تا ۳ متر می رسیده است. فرض شده است مفلوک‌سگ هم همه چیز خوار بوده و هم گیاهخوار.